# Heinrich Kirschbaum
Heinrich Kirschbaum (ur. w 1974) – niemiecki slawista, literaturoznawca, profesor na slawistyce Uniwersytetu we Fryburgu (Niemcy).

## Wykształcenie
W 1995 rozpoczął studia magisterskie z filologii wschodnio-, zachodnio- i południowosłowiańskiej oraz filologii włoskiej na Uniwersytecie w Ratyzbonie. Podczas studiów spędził semestr na Uniwersytecie w Trieście (Włochy). Tytuł magistra otrzymał w 2003 roku. W 2004 przebywał na stypendium doktoranckim DAAD w Moskwie, a od 2005 do 2007 roku na stypendium Niemieckiej Akademickiej Fundacji Stypendialnej (niem. Studienstiftung des deutschen Volkes). W 2007 obronił doktorat na Uniwersytecie w Ratyzbonie pod tytułem „Zur Funktion deutscher Thematik bei Osip Mandel’štam”. W latach 2005–2007 był pracownikiem naukowym w Katedrze Literatury Słowiańskiej Uniwersytetu w Ratyzbonie. Następnie od 2007 do 2011 roku pracował w Katedrze Literatur i Kultur Słowiańskich Uniwersytetu w Pasawie. W 2011 roku otrzymał stypendium naukowe Feodora Lynena z Fundacji Alexandra von Humboldta na Uniwersytecie we Wrocławiu (Centrum Studiów Niemieckich i Europejskich im. Willy’ego Brandta), gdzie przebywał do 2012 roku. W latach 2013–2017 był profesorem literatury i kultur zachodniosłowiańskich na Uniwersytecie Humboldtów w Berlinie. W 2014 r.habilitował się na Uniwersytecie Humboldtów w Berlinie, napisawszy rozprawę „Im intertextuellen Schlangennest. Adam Mickiewicz und polnisch-russisches (anti-)imperiales Schreiben”. W latach 2017–2019 był adiunktem w katedrze literaturoznawstwa słowiańskiego i ogólnego na Uniwersytecie w Bazylei. Od 2019 roku zajmuje stanowisko profesora literatury słowiańskiej i kulturoznawstwa na Uniwersytecie Albrechta i Ludwika we Fryburgu.

## Kariera naukowa
Zajmuje się literaturą ogólną i porównawczą, interesuje się w szczególności Europą Wschodnią, a zwłaszcza Rosją, Polską, Białorusią i Ukrainą, relacjami literackimi tych krajów z Europą Zachodnią – między innymi z literaturą niemiecką. Ponadto jego badania dotyczą okresów romantyzmu, przełomu XIX i XX wieku, literatury powojennej i awangardowej. Zajmuje się również poezją współczesną (zwłaszcza rosyjską i białoruską) oraz teorią literatury. Wiele jego prac jest poświęconych analizie twórczości Adama Mickiewicza. W 2013 roku zajął pierwsze miejsce w konkursie na najlepsze tłumaczenie dzieł Tadeusza Różewicza organizowanym przez Polski Instytut Książki we współpracy z Fundacją „Za Wolność Waszą i Naszą”.

## Publikacje

### Monografie
- Im intertextuellen Schlangennest. Adam Mickiewicz und polnisch-russisches (anti-)imperiales Schreiben, Frankfurt: Publikationsreihe: Peter Lang. Postcolonial Perspectives on Eastern Europe nad Menem, 2016.

- „Valgally beloe vino...” Nemeckaja tema v poėzii O. Mandel’štama, Moskwa: Novoe Literaturnoe Obozrenie: Naučnaja Biblioteka, 2010.

### Artykuły naukowe powiązane z Polską
- Moral und Metapher: Zbigniew Herberts Beitrag zur polnischen Bruegheliade, w: Herr Cogito im Garten: Zbigniew Herbert, Dichter und Intellektueller, red.: A. Lawaty, P. Przybyła, M. Zybura, Osnabrück: Fibre 2018.

- Im Irrealis der Idylle. Die polnische Brueghel-Ekphrastik zwischen Zeugenschaft und Metapoetik, w: Potemkinsche Dörfer der Idylle. Imaginationen und Imitationen des Ruralen, red: Y. Ananka, M. Marszałek, Bielefeld: transcript Verlag, 2018.

- Andrzej Wajda: ‘Der Mann aus Marmor’, w: Klassiker des osteuropäischen Films. Bd. I. Polen, red. C. Kampkötter, P. Klimczak, B. Wurm, Marburg: Schüren Verlag GmbH, 2015.

- Polen-Kontiguitäten im langen 19. Jahrhundert, w: Wiedergänger, Pilger, Indianer. Polen-Metonymien im langen 19. Jahrhundert, red. H. Kirschbaum, Frankfurt nad Menem: Lang, Peter GmbH, 2017.

- Ethos des Genres. Kazimierz Brodzińskis Rekursionen der Idylle, w: Wiedergänger, Pilger, Indianer: Polen-Metonymien im langen 19. Jahrhundert, red.: H. Kirschbaum, Frankfurt nad Menem: Lang, Peter GmbH, 2017.

- Orientalismus und Ossianismus. Zu den Verschränkungen der Nord- und Orient-Diskurse in der polnischen Frühromantik, w: Orientalismen in Ostmitteleuropa. Diskurse, Akteure und Disziplinen vom 19. Jahrhundert bis zum Zweiten Weltkrieg, red. R. Born, S. Lemmen, Bielefeld: transcript Verlag, 2014.

- Adam Napoleon Mickiewicz: Inwersje historyczne i poetyka rezygnacji [Adam Napoleon Mickiewicz: Historische Inversionen und Poetik der Resignation], w: Katastrofizm polski w XIX i XX wieku: idee, obrazy, konsekwencje [Der polnische Katastrophismus im 19. und 20. Jahrhundert: Ideen, Figurationen, Konsequenzen], red. J. Fiećko, J. Herlth, K. Trybuś, Poznań: Wydawnictwo „Poznańskie Studia Polonistyczne”, 2014.

- W intertekstualnym wężowisku. Poetica viperina Adama Mickiewicza [Im intertextuellen Schlangennest. Adam Mickiewicz’ poetica viperina], „Slavia Occidentalis” 2014, nr 71/2.

- Poetik der Partialität. Adam Mickiewicz’ orientalistische Ruthenismen, w: Deutsche Beiträge zum 15. Internationalen Slavistenkongress in Minsk, red. S. Kempgen i inni, Monachium: Sagner, 2013.

- O rutenizmach Adama Mickeviča [Zu Adam Mickiewicz’ Ruthenismen]. w: Stat’i na slučaj. Sbornik k 50-letiju R.G. Lejbova [Gelegenheitsartikel. Festschrift für Roman Lejbov]. Tartu 2013.

- Im Harem des Imperiums. ‘Bachčisarajskij fontan’, ‘Sonety Krymskie’ und der russisch-polnische Orientalismus, „Zeitschrift für Slavische Philologie” 2009/10, nr 66/2.

- Die Staatsgrenzen der Romantik: Zur Funktion des „grenzenlosen Russland” bei Adam Mickiewicz. w: Grenzen. Konstruktionen und Bedeutungen, red. D. Gräf, V. Schmöller, Passau: Stutz, 2009.